# Карбид бария
Карби́д ба́рия — бинарное неорганическое соединение бария и углерода с химической формулой {\displaystyle {\ce {BaC2}}}, серовато-чёрные кристаллы, реагирует с водой с образованием ацетилена.

## Получение
Спеканием оксида или карбоната бария с углём в вакууме:
{\displaystyle {\ce {BaO{}+3C->[1100-1200~{\ce {^{o}C}}]BaC2{}+CO;}}}
{\displaystyle {\ce {BaCO3{}+4C->[1100-1200~{\ce {^{o}C}}]BaC2{}+3CO}}}.
Нагреванием смеси карбоната бария, металлического магния с углём:
{\displaystyle {\ce {BaCO3 + 3 Mg + C -> BaC2 + 3 MgO}}}.

## Физические свойства
Карбид бария образует серовато-чёрные кристаллы тетрагональной сингонии, пространственная группа I 4/mmm, параметры ячейки a = 0,440 нм, c = 0,706 нм, Z = 2.

## Химические свойства
Разлагается при сильном нагревании:
{\displaystyle {\ce {BaC2{}->[>2000~{\ce {^{o}C}}]Ba{}+2C}}}.
Взаимодействует с водой с выделением ацетилена:
{\displaystyle {\ce {BaC2 + 2 H2O -> Ba(OH)2 + C2H2 ^}}}.
Реагирует с кислотами с образованием ацетилена и соответствующей кислоте соли бария:
{\displaystyle {\ce {BaC2 + 2 HCl -> BaCl2 + C2H2 ^}}}.
Карбид бария реагирует при нагревании с галогенами, кислородом с образованием галогенида, оксида:
{\displaystyle {\ce {BaC2{}+Cl2->[{\ce {T}}~{\ce {^{o}C}}]BaCl2{}+2C;}}}
{\displaystyle {\ce {2BaC2{}+3O2->[{\ce {T}}~{\ce {^{o}C}}]2BaO{}+4CO}}}.
С азотом при нагреве образует цианамид бария:
{\displaystyle {\ce {BaC2{}+N2->[{\ce {T}}~{\ce {^{o}C}}]BaCN2{}+C}}}.